# Mirni (Vostotxni Sossik)
Mirni - Мирный (rus) - és un khútor del krai de Krasnodar, a Rússia. Es troba a la vora dreta del riu Sossika, afluent del Ieia, a 11 km al sud-est de Staromínskaia i a 161 km al nord de Krasnodar. Pertany al khútor de Vostotxni Sossik.